# Guenelle
Die Guenelle ist ein Fluss in Frankreich, der im Département Marne in der Region Grand Est verläuft. Sie entspringt im westlichen Gemeindegebiet von Glannes, entwässert anfangs in östlicher Richtung und erreicht nach etwa zwei Kilometern, im Großraum von Vitry-le-François, das Tal der Marne. Hier wendet sich die Guenelle Richtung Nordwesten und begleitet nun die Marne an ihrem westlichen Ufer. Nach insgesamt rund 30 Kilometern mündet er schließlich im Gemeindegebiet von Mairy-sur-Marne als linker Nebenfluss in die Marne.

## Orte am Fluss
- Glannes
- Blacy
- Loisy-sur-Marne
- Pringy
- Songy
- Cheppes-la-Prairie
- Vitry-la-Ville
- Togny-aux-Bœufs